# Bonde dos 40
O Bonde dos 40, mais conhecida como B40, é uma organização criminosa criada em São Luís, aliada à facção carioca ADA. Até 2017 eram aliados á facção paulista PCC. no entanto, romperam com a facção em Teresina,  causando uma guerra intensa que dura até hoje. Desde 2019, o B40 tem o domínio aproximado de 80% da capital maranhense, enquanto outros 20% são do rival Comando Vermelho, o grupo também tem forte presença no estado do Piauí, principalmente na capital Teresina, onde trava guerra com o PCC.
A facção também é conhecida por aterrorizar o estado com atividades criminosas (ataques, sequestros, tráfico de drogas e assaltos). Está entre as 5 principais facções criminosas do país de acordo com dados..

## História
O Bonde dos 40 surgiu em 2007 por causa do contato de presidiários maranhenses com presos de outros estados que pertenciam á outras facções criminosas, nos Presídios Federais. Em apenas dois anos (2009), passaram atuar dentro e fora das cadeias no interior do Maranhão, chegando a se aliar com Comando Vermelho (CV) e Amigos dos Amigos (ADA).
Entre 2010 a 2014, o grupo ficou conhecido por promover rebeliões nas cadeias e no Pedrinhas contra PCM e ataques nas ruas, provocando a morte de mais 100 presos. Desde então, o PCM e B40 passaram a lutar violentamente pelos domínios nos bairros de palafitas (nome local para "favelas nos mangues") e comunidades (nome local para "periferia" ou "bairro pobre", sem nenhuma relação ao significado favela), causando dezenas de mortes e feridos.
Com o tempo, entre 2013 a 2017, o B40 passou a vencer o rival PCM e dominar quase todos os bairros, chegando a dominar 90% dos pontos de venda de drogas e bairros, além de atuar no interior do Maranhão. Porém, quando já estava a ganhar 95% dos domínios, as facções cariocas (CV) e paulista (PCC) romperam com seus antigos aliados no Maranhão, obrigando estas fazerem alianças: o B40 se aliou com a facção carioca ADA, enquanto o PCM se aliou ao CV e mudou nome para a filial Comando Vermelho maranhense. Isto fez surgir outra facção Comando Organizado do Maranhão (COM), uma dissidência das duas facções maranhenses, que passou atacar na comunidade (bairro pobre) Cidade Olímpica e ganhou o domínio do bairro desde então. Enquanto isso, o CV (ex-PCM) decidiu mudar de tática ao atacar e conseguir dominar partes dos bairros Cidade Operária e São Cristóvão, além de atuar em bairros nos municípios do Paço do Lumiar, São José de Ribamar e Raposa.
Em 2018, a facção maranhense ultrapassou fronteira estadual e passou a ter a presença nos bairros pobres da zona sul da cidade de Teresina, capital do Piauí (após dominar bairros periféricos de Codó, Caxias e Timon nos anos anteriores), dando ordem nos bairros pra proibições pra evitar presença policial: roubar, matar, fumar, ingerir bebida alcoólica, inclusive proibir o uso de drogas ilícitas em algumas áreas públicas (comprar, vender ou consumir se houver crianças no local), que só teve destaque na imprensa maranhense em janeiro de 2019, de acordo com as pichações nos muros da cidade. A presença do B40 na zona sul da capital piauiense só foi facilitada com a aliança dos traficantes de drogas locais. Segundo do Departamento Penitenciário Nacional (Depen), no Piauí existem seis facções criminosas, além do Bonde dos 40, existe a paulista PCC, a carioca CV, mais no interior do estado, os criminosos locais da Facção Criminosa de Teresina, Primeiro Comando de Campo Maior e Primeiro Comando de Esperantina.
Na noite do dia 20 de janeiro de 2019, o B40 invadiu o bairro da Vila Conceição (zona urbana ao sul de São Luís), controlado pelo rival CV pra tomar o controle. A troca de tiros durou três dias, em diferentes pausas de horas, até a intervenção da Polícia Civil na tarde do dia 24 de janeiro (após denúncias de moradores) quando oito envolvidos no tráfico são mortos.

## Estrutura
A estruturação da facção Bonde dos 40 é composta por 6 (seis) esferas de atuação, consistindo no seguinte;
Conselho de Finais; É o primeiro nível da organização, dividindo-se em 1º e 2º escalão, e conta com agentes criminosos responsáveis pelas decisões de comando do grupo.
Gerais do Estado e Torres; exercem liderança fora dos presídios, nos bairros que atuam. 
Disciplinas; fiscalizam se regras de conduta estão sendo seguidas pelos demais membros. Punem aqueles que não cumprem o estatuto da facção e que agem independente em suas ações.
Caixinhas; responsáveis pela contabilidade do grupo e por administrarem o dinheiro recolhido junto aos membros, que pagam mensalidade e porcentagem sobre o lucro das atividades ilícitas.
Soldados; membros responsáveis pelo tráfico de drogas, por arrecadarem dinheiro com roubos e furtos, pela 'segurança' dos bairros e por executarem membros de facções rivais ou outros desafetos, muita das vezes até da própria organização, no caso de descumprimento das regras por parte dos outros integrantes, nesse caso, recebem ordem da Disciplina da facção. 